# Margaret Maron
Pour les articles homonymes, voir Maron.
Margaret Maron, née Margaret Elizabeth Brown le 25 août 1938 à Greensboro en Caroline du Nord et morte le 23 février 2021 à Raleigh en Caroline du Nord, est une écrivaine américaine, auteur de romans policiers. Peu traduite en France, elle est principalement connue pour sa série de romans policiers consacrés aux enquêtes de la juge Deborah Knott.

## Biographie
Elle amorce sa carrière d'écrivain par la publication, sous son nom de jeune fille, Margaret E. Brown, de plusieurs nouvelles dans le Alfred Hitchcock's Mystery Magazine, dont un bon nombre seront traduites en français pour le Alfred Hitchcock magazine. Après son mariage, en 1975, elle signe ses œuvres de son nom d'épouse, Margaret Maron.
À partir de 1981, elle se lance dans le roman avec One Coffee With, premier titre d'une série consacrée aux enquêtes de la policière Sigrid Harald, lieutenant de la brigade criminelle du NYPD.
Elle remporte le prix Macavity, le prix Agatha, le prix Anthony et le prix Edgar-Allan-Poe du meilleur roman policier en 1993 pour La Fille du bootlegger (Bootlegger’s Daughter, 1992), première aventure de Deborah Knott, « une jeune avocate du comté rural de Colleton en Caroline du Sud » qui, insatisfaite des décisions d'un juge lors de plusieurs procès, brigue ce poste aux prochaines élections sous la bannière du Parti démocrate au moment-même où resurgit dans sa vie une ancienne baby-sitter qui la sollicite pour enquêter sur une affaire vieille de dix-huit ans. Deborah Knott siège également au chef-lieu du comté voisin dans La Chasse au canards (Shooting at Loons, 1994), où est remis en cause « un tourisme excessif qui menace à terme l'activité des pêcheurs professionnels ».
Margaret Marion remporte le prix Agatha 2012 pour Three-Day Town, où se croisent les personnages de Deborah Knott et de Sigrid Harald.
L'association des Mystery Writers of America lui décerne le Grand Master Award en 2013 pour l'ensemble de sa carrière.

## Œuvre

### Romans

#### SérieDeborah Knott
- Bootlegger's Daughter (1992) Publié en français sous le titre La Fille du bootlegger, traduit par Evelyne Châtelain, Paris, J’ai lu, coll. « J'ai lu. Policier » no 4792, 1998, 314 p.  (ISBN 2-290-04792-9)
- Southern Discomfort (1993) Publié en français sous le titre Sud mortel, traduit par Nicolas Richard, Paris, J’ai lu, coll. « J'ai lu. Policier » no 4887, 1998, 315 p.  (ISBN 2-290-04887-9)
- Shooting at Loons (1994) Publié en français sous le titre La Chasse aux canards, traduit par Évelyne Diharce, Paris, J’ai lu, coll. « J'ai lu. Policier » no 4994, 1998, 248 p.  (ISBN 2-290-04994-8)
- Up Jumps the Devil (1996) Publié en français sous le titre En terrain miné, traduit par Evelyne Châtelain, Paris, J’ai lu, coll. « J'ai lu. Policier » no 5251, 1999, 283 p.  (ISBN 2-290-05251-5)
- Killer Market (1997)
- Home Fires (1998)
- Storm Track (2000)
- Uncommon Clay (2001)
- Slow Dollar (2002)
- High Country Fall (2004)
- Rituals of the Season (2005)
- Winter's Child (2006)
- Hard Row (2007)
- Death’s Half-Acre (2008)
- Sand Sharks (2009)
- Christmas Mourning (2010)
- Three-Day Town (2011), dans ce roman le personnage de Sigrid Harald fait une apparition
- The Buzzard Table (2012)
- Designated Daughters (2014)

#### SérieSigrid Harald
- One Coffee With (1981)
- Death of a Butterfly (1984)
- Death in Blue Folders (1985)
- The Right Jack (1987)
- Baby Doll Games (1988)
- Corpus Christmas (1989)
- Past Imperfect (1991)
- Fugitive Colors (1995)

#### Autres romans
- Bloody Kin (1985)
- Last Lessons of Summer (2003)

### Recueils de nouvelles
- Shoveling Smoke (1997)
- Suitable for Hanging (2004)
- Postcards From the Mediterranean (2012)
- Five Christmas Gifts (2012)

### Nouvelles

#### Nouvelles signées Margaret Maron
- When Daddy's Gone (1975)
- A Lady of Honor (1975)
- Deadhead Coming Down (1978)
- Guy and Dolls (1979) Publié en français sous le titre Les Poupées, Paris, LGF, Alfred Hitchcock magazine 2e série no 19 (juillet 1990) ; réédition dans le recueil Un mauvais marché, Paris, Librairie des Champs-Élysées, coll. « Club des Masques » no 1013 (1994)  (ISBN 2-7024-8807-2)
- Let No Man Put Asunder (1980)
- A City Full of Thieves (1980)
- Mrs. Howell and Criminal Justice 2.1 (1984)
- On Windy Ridge (1984)
- Lieutenant Harald and the "Treasure Island" Treasure (1989)
- My Mother, My Daughter, Me (1990) Publié en français sous le titre Ma mère, ma fille et moi, Paris, LGF, Alfred Hitchcock magazine 2e série no 29 (juin 1991) ; réédition dans le recueil La Crème du crime, Nantes, Éditions de L'Atalante (1995)  (ISBN 2-84172-016-0)
- ... That Married Dear Old Dad (1992) Publié en français sous le titre ... Ce cher vieux papa marié, dans le recueil Au commencement était le crime, Paris, Éditions du Masque (1995)  (ISBN 2-7024-2549-6) ; réédition, Paris, LGF, coll. « Le Livre de poche » no 13934 (1996)  (ISBN 2-253-13934-3)
- Roman's Holiday (1999)
- Virgo in Sapphires (2001)
- The Dog That Didn't Bark (2002)
- El Tremegra (2006)
- Io Saturnalia! (2007)
- Murder at Montegoni (2008)
- Lie Like a Rug (2011)
- We on a Train! (2015)

#### Nouvelles signées Margaret E. Brown
- The Death of Me (1968) Publié en français sous le titre Ma mort, Paris, Éditions OPTA, Alfred Hitchcock magazine no 90 (novembre 1968)
- Compromised Confessional (1969)
- The Roots of Death (1969) Publié en français sous le titre Les Racines de la mort, Paris, Éditions OPTA, Alfred Hitchcock magazine no 103 (décembre 1969)
- A Very Special Talent (1970) Publié en français sous le titre Un talent très particulier, Paris, Éditions OPTA, Alfred Hitchcock magazine no 113 (octobre 1970)
- Early Retirement of Mario Coletti (1970)
- The Beast Within (1972) Publié en français sous le titre La Bête qui était en elle, Paris, Éditions OPTA, Alfred Hitchcock magazine no 141 (février 1973) ; réédition sous le titre La Bête intérieure signée Margaret Maron, dans le recueil La Griffe du chat, Paris, Payot & Rivages, coll. « Rivages/Mystère » no 28 (1998)  (ISBN 2-7436-0320-8)
- Side Trips to King's Post (1972) Publié en français sous le titre Un crochet vers King's Post, Paris, Éditions OPTA, Alfred Hitchcock magazine no 148 (septembre 1973)
- To Hide a Tree (1973)
- Bang ! You're Dead ! (1974) Publié en français sous le titre Bang ! Tu es morte, Paris, Éditions OPTA, Alfred Hitchcock magazine no 162 (novembre 1974) ; réédition sous le titre Pan ! Vous êtes morte ! signée Margaret Maron, dans le recueil Histoires à vous mettre K.O., Paris, Pocket, coll. « Presses-Pocket » no 2364 (1986)  (ISBN 2-266-06400-2)

## Sources
: document utilisé comme source pour la rédaction de cet article.
- Claude Mesplède (dir.), Dictionnaire des littératures policières, vol. 2 : J - Z, Nantes, Joseph K, coll. « Temps noir », 2007, 1086 p. (ISBN 978-2-910-68645-1, OCLC 315873361), p. 307.